# Ned Barkas
Edward „Ned“ Barkas (* 21. November 1902 in Wardley; † 24. April 1962 in Birmingham) war ein englischer Fußballspieler und -spielertrainer.

## Leben
Ned Barkas wurde 1902 in eine Fußballerfamilie hineingeboren: Sein Bruder Sam wurde später Nationalspieler und war zeitweise Kapitän der Nationalmannschaft; mit Tommy, Jimmy und Harry übten drei weitere Brüder diesen Sport später ebenfalls professionell aus. Der spätere Nationalspieler Billy Felton war ein Cousin der Brüder.
Ned Barkas selbst spielte als Verteidiger. Auf professionellem Niveau war er in den 1920ern und 1930ern in der First Division bei Huddersfield, Birmingham und Chelsea aktiv. Zu seinen Erfolgen zählen der zweimalige Gewinn der Meisterschaft mit Huddersfield unter Herbert Chapman und zwei Finalteilnahmen am FA Cup, je eine mit Huddersfield und mit Birmingham.
Nachdem er in den Jahren vor Ausbruch des Zweiten Weltkriegs bei Chelsea gespielt hatte, kehrte Barkas 1939 in die Midlands zurück. Bis 1943 arbeitete er als Spielertrainer bei einem Amateurverein in Solihull, was seine einzige Station als Fußballtrainer war.
Ned Barkas starb am 24. April 1962 im Alter von 59 Jahren in Birmingham.

## Erfolge im Fußball
- Meisterschaft der Football League First Division: 1923/24, 1924/25 (jeweils mit Huddersfield Town)
- Finale des FA Cups: 1928 (mit Huddersfield Town), 1931 (mit Birmingham City)